# 기후변화의 경제적 영향
기후 변화의 경제적 영향은 경제적 도구와 모형들을 활용하여 기후 변화가 초래하는 피해의 규모와 분포를 계산하는 것을 말한다. 이는 경제적 관점에서 기후변화의 완화와 적응을 위한 최선의 정책을 위한 지침을 제공할 수 있기도 하다. 많은 경제적 모형과 프레임워크가 존재한다. 예를 들어, 비용 편익 분석에서는 기후 변화의 영향, 적응, 완화의 상충 관계를 명확하게 보여준다. 이러한 종류의 분석에서는 통합 평가 모형(IAMs)이 유용하다. 통합 평가 모형(IAMs)과 같은 모형들은 사회와 경제의 주요한 특징들을 생물권과 대기와 하나의 모델링 프레임워크로 연결한다. 기후 변화로 인한 전체적인 경제적 영향은 추정하기가 어렵다. 일반적으로는 지구 표면 온도가 상승할수록 경제적 영향이 커진다(기후 변화 시나리오 참조) 경제적 영향 분석에서는 기후 변화 완화 상황에서의 경제적 영향도 살펴본다.
기후 변화 영향의 대부분은 경제적 비용과 연관되어 있다.:936–941 기후 변화의 많은 영향들이 시장 거래와도 연결되어 있으므로 GDP에도 직접적인 영향을 미친다. 그러나 경제적 비용으로 측정하기는 어려운 비시장적 영향도 존재한다. 비시장적 영향에는 기후 변화가 인간의 건강, 생물 군계, 생태계 서비스에 미치는 영향들이 포함된다. 기후 변화는 장기적인 문제이기 때문에 이에 대한 경제적인 분석은 까다로운 과제이다. 뿐만 아니라 여전히 기후 변화의 정확한 영향과 예상되는 피해에 대한 불확실성이 많다. 앞으로의 정책 대응과 사회경제적 발전 역시 확실치 않다.
완화 비용은 배출량을 줄이는 방법과 시기에 따라 다를 것이다. 조기에 제대로 계획된 조치를 취한다면 비용은 최소화될 수 있다. 전 세계적으로 온도 상승을 2°C 미만으로 유지하는 편익이 비용보다 크다. 특정 지역에 대한 완화 비용의 추정치는 지역에서 허용되는 배출량이나 개입 시기에 따라 달라질 것이다.:90 경제학자들은 기후 변화 완화의 비용이 GDP의 1~2%수준이 될 것이라고 추정하고 있다.

## 목적
기후 변화의 경제적 영향은 기후 변화의 영향에 대한 경제적 비용과, 이러한 영향을 예방하거나 완화하기 위한 다양한 조사를 모두 포괄적으로 지칭하는 용어이다. 조사들은 다양한 목적에 의해 수행될 수 있다::2495
- 기후 변화로 인해 발생할 전 세계의 잠재적인 경제적 비용 추정 (전 세계의 기후 피해)
- 기후 변화로 인해 초래되는 부문별 또는 지역별 경제적 비용 추정 (예시: 농업 또는 에너지 서비스에 대한 비용)
- 기후 변화 완화 및 적응 전략을 추진하고 시행하는 데 드는 경제적 비용 추정(목표나 필요한 조치에 따라 상이); 기후 변화 완화의 경제학참조
- 탄소 배출 약 1톤당 사회에 미칠 것으로 예상되는(탄소의 사회적 비용) 비용 추정
- (UN을 통한) 국제적 기후 변화 관리 전략 또는 일부 국가의 정책 결정을 위한 정보 제공

기후 변화의 경제적 영향에는 국가나 국가 연합이 결정한 완화(예시: 지구 평균 온도를 2°C 이하로 제한) 또는 적응(예시: 홍수 방어)도 포함되며 이를 통해 경제적 결과를 추론할 수 있다. 또한 일부 지역이나 구역이 온난화가 더디게 진행될 경우 에너지 수요 감소나 일부 시장의 농업 분야 혜택을 받을 수 있다는 점도 고려한다.:2496:11
더 폭넓은 정책(그리고 정책 일관성)을 고려해야 한다. 예를 들어, 대기 오염을 줄이면서 생명을 구할 수 있는 화석 연료 보조금을 폐지하는 등의 경우처럼 어떤 지역에서는 기후 변화 완화를 위해 만들어진 정책이 다른 지속 가능한 발전 목표에 긍정적으로 기여할 수 있게 된다. 2017년 전 세계 화석 연료 보조금은 3,190억 달러에 달했으며(한화 약 440조원), 대기 오염 등의 간접적인 비용을 포함하면 5조 2000억 달러이다(한화 약 7,171조원). 다른 분야에서는 기후 변화 완화를 위한 비용이 사회적, 환경적으로 유익한 다른 투자(기후 변화 정책의 기회비용)로부터 자원이 사용될 수 있다.

## 경제적 모형의 종류
기후 변화의 영향, 완화 및 적응과 관련된 경제적 측면을 이해하기 위해서 다양한 경제적 도구가 사용된다. 도구 및 접근 방식은 다양하게 존재한다. 계량경제 모형(통계적 모형)은 경제적 비용 정량화, 특정 지역이나 구역의 기후 관련 정책의 가치 평가에 사용하기 위해 기후 변화의 광범위한 영향을 다른 경제적 요인과 통합한다. 구조적 경제 모형은 투입과 산출을 통해 전체 경제에 미치는 시장과 비시장적 영향을 살펴본다. 프로세스 모형의 경우에는 기후 변화에 따른 물리적, 화학적, 생물학적 변화와 경제적 영향을 시뮬레이션한다.:2495

### 프로세스 기반 모형

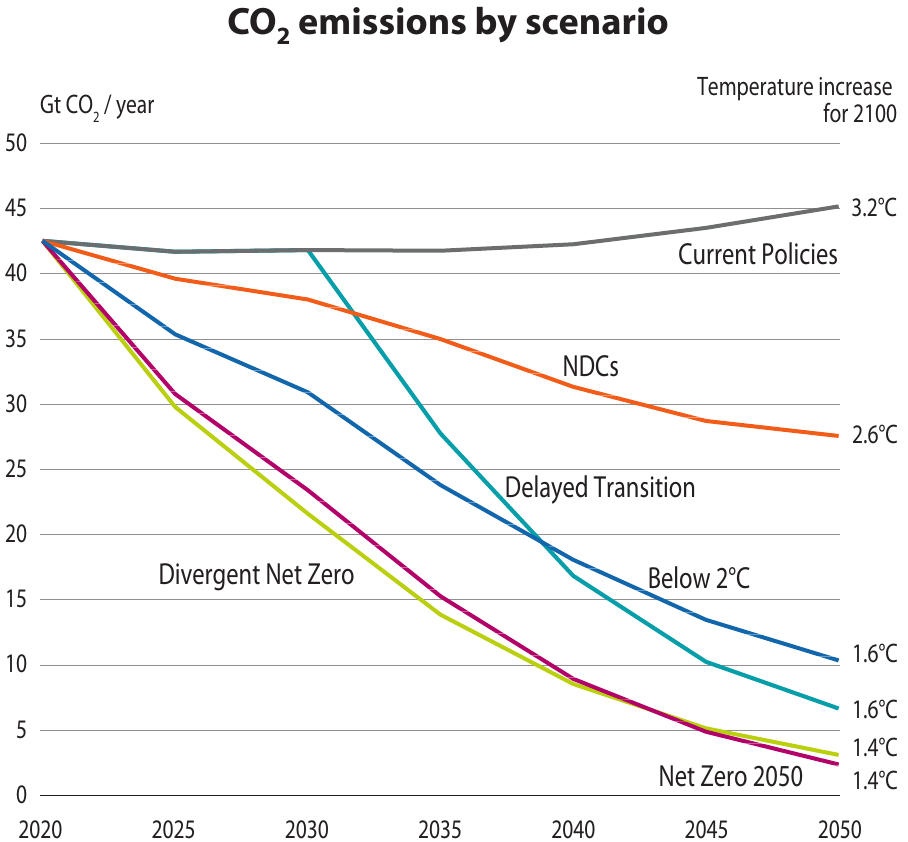
포츠담 기후영향연구소의 REMIND-MAgPIE 모형에 기반한 다양한 2022년 NGFS 기후 시나리오에서의 연간 온실가스 배출량

기후 변화에 관한 정부 간 협의체(IPCC)는 완화 시나리오를 정량화하기 위해 프로세스 기반 통합 평가 모형에 의존해 왔다. 이러한 모형은 파리협정에서 합의된 1.5°C의 목표와 같은 기후 정책 목표를 지키기 위한 경로 탐색에 사용되었다. 더 나아가서, 이러한 모형들은 에너지 정책 평가, 그리고 공유 사회경제 경로 시뮬레이션 등의 연구를 토대로 한다. 주요 모델링(모형) 프레임워크에는 IMAGE, MESSAGEix, AIM/GCE, GCAM, REMIND-MAgPIE, 그리고 WITCH-GLOBIOM 등이 있다. 이러한 시나리오들은 정책 관련성이 높기는 하지만, 해석할 때에는 신중하여야 한다.
비평형 모형은 계량경제학 방정식과 진화 경제학에 기반한(예시: E3ME) 모형과 행위자 기반 모형(예시: 행위자 기반 DSK 모형) 등이 있다. 이러한 모형은 일반적으로 합리적이고 대표성을 가진 행위자나 장기적인 시장 균형을 가정하지는 않는다.

### 구조적 모형

#### 연산 일반 균형 모형
연산일반균형(CGE) 모형은 경제적 모형의 일종으로, 실제 경제 데이터를 활용하여 경제가 정책, 기술 또는 외부의 다른 요인들의 변화에 어떻게 반응할지 추정하는 모형이다. 연산일반균형(CGE) 모형은 AGE(응용일반균형, applied general equilibrium) 모형이라고도 한다.
연산일반균형(CGE) 모형은 모형 변수를 설명하는 모형 방정식과 이를 포함하는(일반적으로 매우 상세한) 데이터베이스로 구성되어 있다. 이러한 방정식은 정신적으로 신고전주의인 경향이 있으며, 생산자의 비용을 최소화하기 위한 행동, 평균 가격 책정, 최적화된 행동을 바탕으로 한 가계 수요를 파악한다.
연산일반균형(CGE) 모형은 경제에서 한 부분의 변화가 나머지에 미치는 영향을 추정하고자 할 때 유용하다. 이는 무역 정책 분석에 널리 쓰여왔다. 최근에는 온실가스 배출을 줄이기 위한 대책의 경제적 효과를 추정하기 위해 연산일반균형(CGE) 모형이 각광받고 있다.

#### 총 비용-편익 모형
기후-경제 통합평가모형(Integrated assessment models, IAM 모형)은 기후 변화의 비용을 종합적으로 추정하는 데에도 사용된다. 이러한 (비용-편익)모형은 완화의 경제적 영향과 기후 피해 간의 균형을 맞춰 총 경제적 후생을 최대화하기 위한 배출량 감축 경로를 파악한다. 이는 즉 기후 변화 영향, 적응, 완화 사이의 상충 관계가 명확히 드러난다는 것이다. 각 정책의 비용과 모형들의 결과는 금전적인 예상치로 변환되어 나타난다.
이 모형은 자연, 사회, 경제 과학의 측면을 고도로 집약된 방식으로 반영한다. 다른 기후-경제 모형(프로세스 기반 IAM을 포함하여)에 비해서는 에너지 시스템, 토지의 사용 등과 같은 모델링에 필요 구조적인 세부 사항이 없다.

### 통계적(계량경제학) 방법
최근의 모델링 접근 방식은 경험적, 통계적 방법을 사용하여 경제가 날씨의 변화에 어떻게 영향을 받는지 조사하고 있다.:2495:755 이러한 접근 방식은 온도나 강우량 같은 기후의 변화가 농업, 에너지 수요, 산업과 기타 경제 활동에 미치는 영향을 인과적으로 파악할 수 있게 해준다. 패널 분석은 지상 관측소의 관측 자료 혹은 (추가된) 격자형 데이터와 같이 시간과 공간 영역에 따른 날씨의 변화를 제공하는 데에 사용된다. 이러한 패널 분석 데이터들은 일반적으로 국가 경제에 미치는 영향을 조사하는 등의 경제적 분석을 위해 수집된다.
이러한 연구들은 기온, 강우량, 가뭄, 폭풍우와 같은 현상을 조사한다. 예를 들어, 더운 해에는 빈곤한 국가의 소득 성장률의 저하와 관련이 있으며 강우량이 적은 경우에는 아프리카의 소득이 감소하는 영향 등을 보여준다.:755 다른 계량경제학적 연구에 따르면 높은 기온은 농업 생산량과 공장 생산성, 콜센터, 광업이나 임업 등의 실외 산업에서 노동 생산성에 부정적인 영향을 미치는 것으로 나타났다. 이러한 분석 결과들은 향후의 기후 변화로 인해 발생하는 비용 추정에 활용된다.

## 같이 보기
- 탄소가격제
- 생태경제학
- 에너지 전환
- 환경경제학